# Cañón Atómico M65
El Cañón Atómico M65, a menudo llamado Atomic Annie, fue una pieza de artillería remolcada de 280 mm, construido por los Estados Unidos y capaz de disparar un dispositivo nuclear. Se desarrolló en la década de 1950, al comienzo de la Guerra Fría, y enviado en 1953 a Europa y Corea. Los diseños preliminares se basaron en la ampliación de cañones de 240 mm (hasta entonces los cañones de mayor calibre de arsenal estadounidense) y el cañón ferroviario alemán Krupp K5 de 283 mm. En total, entre 1951 y 1953 se produjeron 20 unidades de este tipo, siendo designados como T131, la designación M65 no fue adoptada formalmente hasta 1960. El M65 es la única pieza de artillería desde donde se ha disparado un proyectil con una ojiva nuclear.
El M65 entró en servicio en 1953 formando seis batallones de artillería, cinco de los cuales fueron apostados en Europa. Durante los 10 años que estuvo en servicio jamás fue usado en combate. A finales de la década de 1950 la aparición de misiles nucleares y obuses de 203 mm de mayor movilidad hicieron del M65 una pieza de artillería obsoleta, siendo retirados finalmente en 1963.

## Historia
Picatinny Arsenal tuvo la tarea de crear en 1949 una pieza de artillería capaz de disparar un dispositivo nuclear. Básicamente esto conllevaba escalar las cápsulas de 240 mm (el mayor cartucho de artillería durante la Segunda Guerra Mundial) y convertirlo en uno de 280 mm. El ingeniero Robert Schwartz desarrolló los diseños preliminares basándose en el cañón Alemán Krupp K5, un cañón ferroviario que se empleó contra los desembarcos norteamericanos en Italia. El nombre de "Atomic Annie" probablemente se deriva del apodo de "Anzio Annie", apodo otorgado por los aliados a los cañones alemanes K5 utilizados para bombardear las playas de Anzio durante los desembarcos aliados en Italia el 22 de enero de 1944.
El diseño fue aprobado por el Pentágono, en gran parte gracias a la intervención de Samuel Feltman, Jefe de la Sección de Investigación Balística del Departamento de Artillería y la División de Desarrollo. El proyecto se inició en 1950 y luego de tres años de desarrollo se produjo el primer modelo de demostración designado con el nombre T131 el cual fue presentado durante en el desfile inaugural de Dwight Eisenhower en enero de 1953.
El cañón era transportado por dos camiones especialmente diseñados. Cada uno de los camiones podía generar una potencia de 375 caballos de fuerza, los cuales combinados podían alcanzar velocidades de 56 kilómetros por hora  y un radio de giro de 8,5 metros. La pieza de artillería podía ser desplegada en 15 minutos y luego volver a la configuración de viaje en 15 minutos más.
El 25 de mayo de 1953 a las 8:30 a. m. (hora local), el M65 fue probado en el Emplazamiento de pruebas de Nevada (específicamente francés Flat) como parte de la serie de ensayos nucleares "Upshot-Knothole". A la prueba, con nombre código "Grable", asistieron el jefe del Estado Mayor Conjunto almirante Arthur W. Radford y el secretario de Defensa, Charles Erwin Wilson, donde dio lugar la exitosa detonación de un proyectil W9 de 364 kg, 1,38 m de longitud y 28 cm de diámetro con una capacidad explosiva de 15 kilotones en un rango de 9 km y disparado a una distancia de 12 km. Esta munición portaba 50 kg de uranio altamente enriquecido dispuesto en la configuración habitual en las armas nucleares de uranio. Dicha prueba sería la primera y única detonación nuclear disparada desde un cañón.
Después de las exitosas pruebas, había por lo menos 20 cañones fabricados en Watervliet y Arsenali Watertown, a un costo de $800.000 dólares cada uno. El M65 entró en servicio en Europa y Corea en 1953 formando seis batallones de artillería, cinco de los cuales fueron apostados en Europa junto al 7° Ejército de los Estados Unidos. Continuamente cambiaban de posición para evitar ser detectados. Debido al tamaño del aparato, su alcance limitado, el desarrollo de proyectiles nucleares compatibles con piezas de artillería existentes de 203 mm y el desarrollo de cohetes y misiles nucleares, hicieron del M65 una pieza de artillería obsoleta durante la segunda mitad de la década de 1950. El retiro de los M65 en servicio comenzó en 1960 siendo disuelto el último de los batallones de artillería del Atomic Annie en diciembre de 1963.

## Cañones conservados
De los veinte ejemplares de M65 producidos, al menos ocho son conservados, La mayoría sin sus piezas motrices.
- Museo de Artillería del Ejército de Estados Unidos, Aberdeen, Maryland (todavía conserva sus piezas motrices)
- Museo Nacional de la Ciencia y la Historia, Albuquerque, Nuevo México
- Museo Fort Sill, Oklahoma
- Parque de la Libertad, Junction City, Kansas, con vistas a Fort Riley
- Rock Island Arsenal, Memorial Field, Rock Island, Illinois
- Museo de guerra de Virginia, de Newport News, Virginia
- Museo de arsenales de Watervliet, Watervliet, Nueva York
- Campo de Pruebas de Yuma, Yuma, Arizona

## Munición
| Proyectiles                    | Proyectiles       | Proyectiles       | Proyectiles | Proyectiles | Proyectiles | Proyectiles |
| Nombre                         | Tipo              | Ojiva             | Peso        | Potencia    | Velocidad   | Alcance     |
| ------------------------------ | ----------------- | ----------------- | ----------- | ----------- | ----------- | ----------- |
| Proyectil Nuclear Mk.9 (T124)  | Explosivo Nuclear | Ojiva nuclear W9  | 364,2 kg    | 15-20 kt    | 628 m/s     | 24.049 M    |
| Proyectil Nuclear Mk.19 (T315) | Explosivo Nuclear | Ojiva nuclear W19 | 272,2 kg    | 15-20 kt    | 722 m/s     | 29.901 M    |
| Proyectil HE T122              | Granada explosiva |                   | 272,2 kg    | 55,3 kt     | 762 m/s     | 28.712 M    |